# یوری مالنچنکو
یوری مالنچنکو (به انگلیسی: Yuri Ivanovich Malenchenko) فضانورد اهل روسیه است که در ۲۲ دسامبر ۱۹۶۱ در اسویتلووودسک زاده شد. وی در مأموریت سایوز تی‌ام-۱۹، میر ئی‌او-۱۶، اس‌تی‌اس-۱۰۶، سایوز تی‌ام‌ای-۲، اکسپدییشن ۷، سایوز تی‌ام‌ای-۱۱، اکسپدییشن ۱۶، سایوز تی‌ام‌ای-۰۵ام، اکسپدییشن ۳۲، اکسپدییشن ۳۳ حضور داشته است.